# Embernagra longicauda
El coludo gorgipálido o semillero pampa de garganta crema (Embernagra longicauda), es una especie de ave paseriforme de la familia Thraupidae, una de las dos pertenecientes al género Embernagra. Anteriormente se situaba en la familia Emberizidae. Es endémico de Brasil. 

## Distribución y hábitat

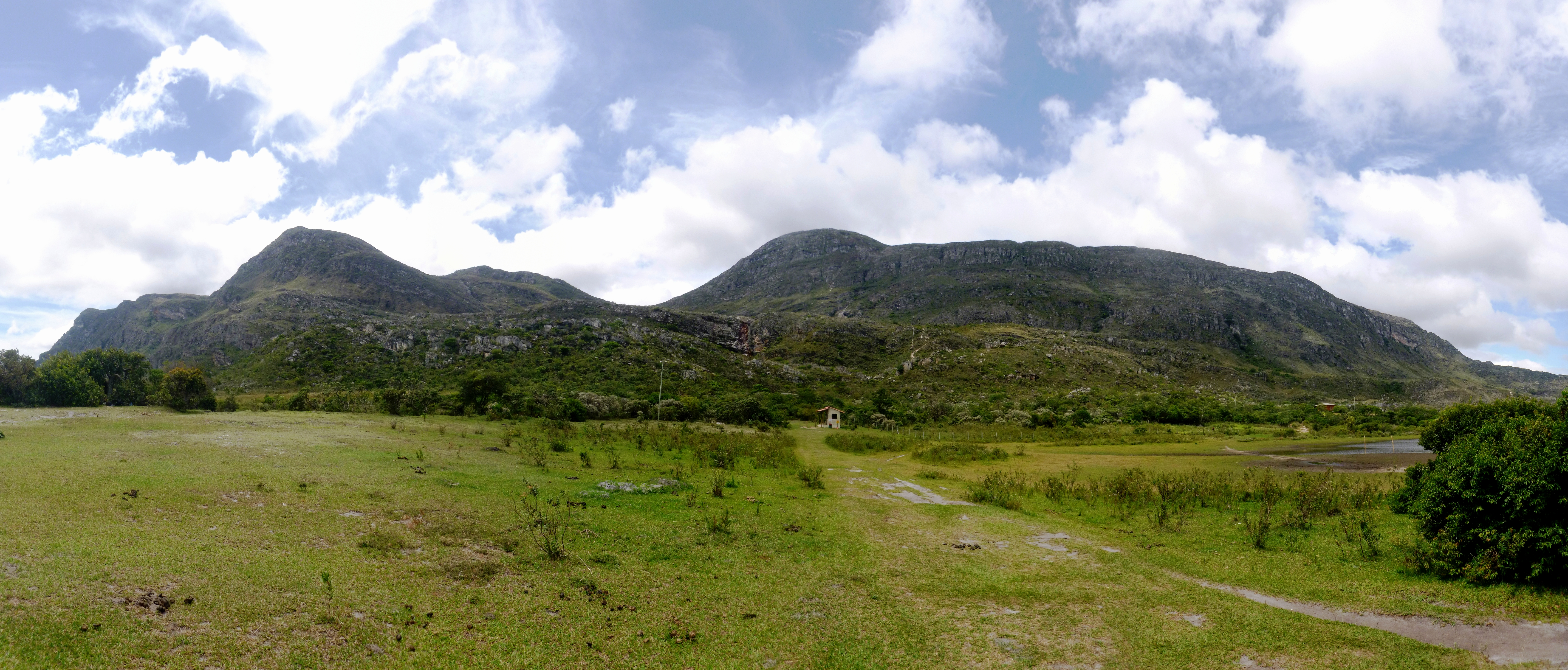
Sierra del Espinhaço en Santana do Riacho, Minas Gerais, ejemplo de hábitat de la especie.

Se encuentra únicamente en el sureste de Brasil, en la Sierra del Espinhaço y adyacencias desde el centro de Bahía hasta el sureste de Minas Gerais.
Esta especie es considerada poco común y local en sus hábitats naturales: los pastizales y arbustales serranos, con palmeras y bromelias, entre 700 y 1300 m de altitud.

## Estado de conservación
El coludo gorgipálido era calificado como casi amenazado por la Unión Internacional para la Conservación de la Naturaleza (IUCN) hasta el año 2012, principalmente debido a su pequeña área de distribución, pero actualmente se lo considera como preocupación menor ya que nuevos registros han expandido considerablemente esta área. Su alimentación se basa en pequeños artrópodos, frutos y semillas secas.

## Sistemática

### Descripción original
La especie E. longicauda fue descrita por primera vez por el ornitólogo británico Hugh Edwin Strickland en 1844 bajo el mismo nombre científico; la localidad tipo es: «Sudamérica».

### Etimología
El nombre genérico masculino Embernagra es una combinación de los géneros Emberiza, que deriva del alemán antiguo «embritz» utilizado para designar a los pájaros del Viejo Mundo llamados escribanos, y del obsoleto Tanagra que designaba a las tangaras en general; y el nombre de la especie «longicauda» se compone de las palabras del latín «longus»: largo, y «cauda»: cola.

### Taxonomía
Es monotípica.